# John Gaeta

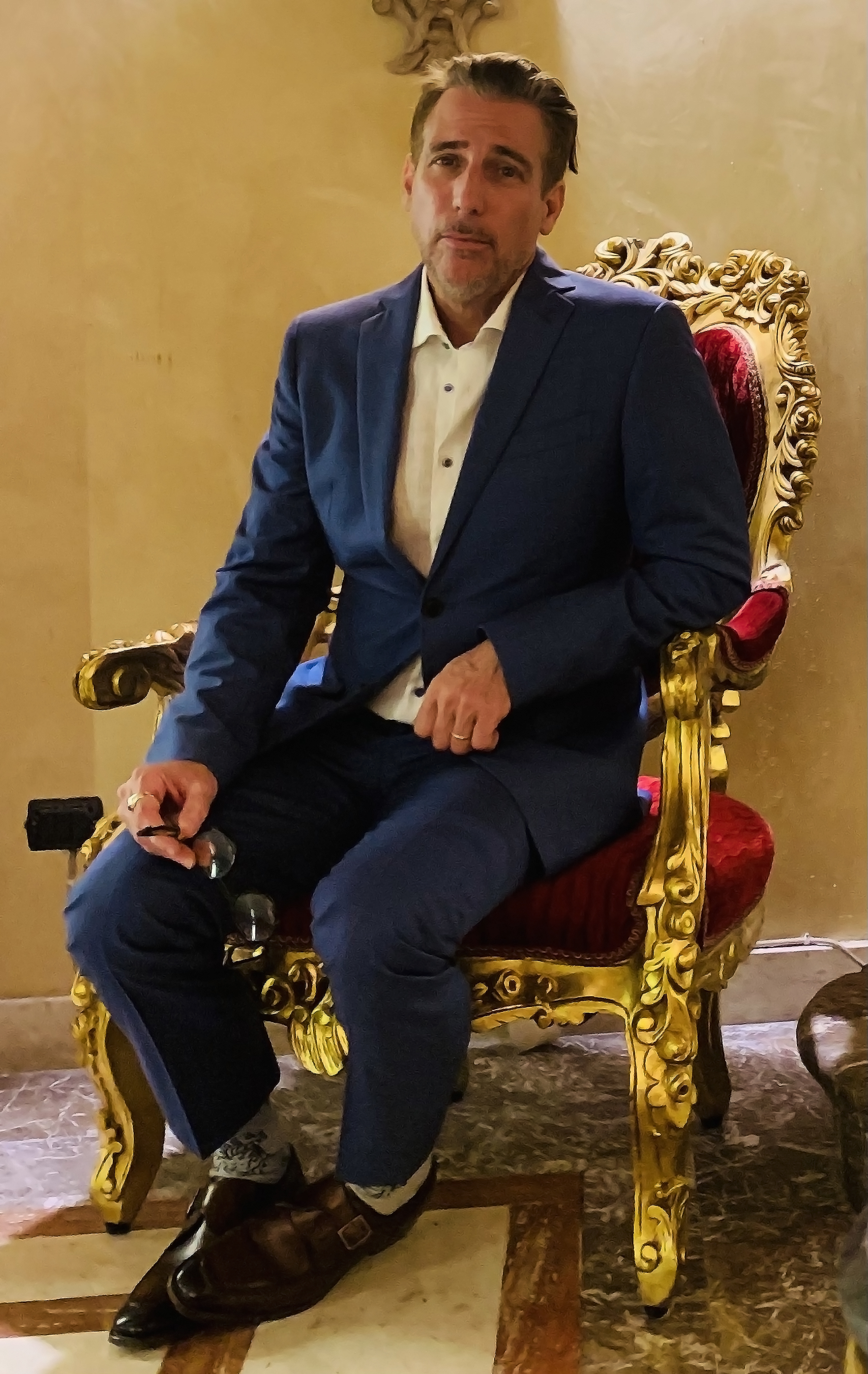
John Gaeta

John Gaeta (* 1965) war Visual-Effects-Supervisor bei der Matrix-Trilogie. Wegen der bahnbrechenden Qualität der Effekte in allen drei Matrix-Filmen wird er als "VFX-Guru" bezeichnet und wurde 2000 mit dem Oscar für die besten visuellen Effekte in Matrix ausgezeichnet. Im Jahr 2006 gab er sein Debüt als Regisseur bei dem Horrorfilm Trapped Ashes, zusammen mit anderen Regisseuren: Joe Dante, Ken Russell, Sean Cunningham und Monte Hellman.  Im Jahr 2008 arbeitete er erneut mit den Wachowski-Geschwistern zusammen, er war der Supervisor für die Effekte der Anime-Verfilmung Speed Racer.